# Menato Boffa
Menato Boffa (Benevento, 4 januari 1930 - 28 september 1996) was een autocoureur uit Italië die onder andere uitkwam in de Formule 1. Hij schreef zich in voor één Grand Prix; de Grand Prix Formule 1 van Italië 1961 voor het team Cooper, maar hij trok zich terug voor de start.